# Radio Gaga (televisieprogramma)
Radio Gaga is een Vlaamse interview-, documentaire- en realityreeks op de Vlaamse openbare omroep uit 2015 geproduceerd door De chinezen. De eerste drie seizoenen werden uitgezonden op Canvas, het vierde seizoen op Eén.

## Concept en geschiedenis
De vrienden en reporters Dominique Van Malder en Joris Hessels trokken met een mobiele radiostudio in een oude, omgebouwde caravan naar plekken in België waar mooie en ontroerende verhalen te rapen waren. Geïnterviewden mochten telkens een verzoeknummer aanvragen dat in het programma ook de overgang naar een volgend interview toeliet.
Het programma werd in 2015 met veel lof onthaald, waaronder op de Vlaamse Televisie Sterren 2016 nominaties voor Populairste Televisieprogramma en Beste Reportage, Documentaire en Informatie. In het najaar van 2016 volgde een tweede reeks van 8 afleveringen, die ditmaal ook begeleid werden door een boek over de ontmoetingen uit de serie uitgegeven bij Manteau en een wekelijks radioprogramma op Radio 2. In september 2017 startte het derde seizoen.
Op 23 mei 2017 begon op de Nederlandse televisie een Nederlandse variant van Radio Gaga, een coproductie van de VARA, BNN en Skyhigh TV.
Van 1 november tot 6 december 2018 zond Eén een selectie van zes afleveringen uit de drie seizoenen uit.
Op 3 maart 2021 startte het vierde seizoen op Eén. Dit is een minireeks met speciale aandacht voor het zorgpersoneel tijdens de coronacrisis. Dominique en Joris stelden hun caravan daarvoor op aan het UZ Gent en aan het WZC Damiaan in Tremelo.

## Afleveringen
Er verschenen 3 seizoenen met elk 8 afleveringen en een minireeks met 3 afleveringen.
| Afl. | Uitzenddatum      | Locatie                                                                                    |
| ---- | ----------------- | ------------------------------------------------------------------------------------------ |
| 1/1  | 25 augustus 2015  | Revalidatiecentrum UZ Leuven, Pellenberg                                                   |
| 1/2  | 1 september 2015  | afkickcentrum Villa Voortman, Gent                                                         |
| 1/3  | 8 september 2015  | woonzorgcentrum Huize Godtschalck, Oostende                                                |
| 1/4  | 15 september 2015 | Le Mesnil                                                                                  |
| 1/5  | 22 september 2015 | Psychiatrische centrum Bethanië, Zoersel                                                   |
| 1/6  | 29 september 2015 | zonevreemd verblijfspark Meerlaer, Laakdal                                                 |
| 1/7  | 6 oktober 2015    | Internaat van het Sint-Jozefcollege Turnhout                                               |
| 1/8  | 13 oktober 2015   | (Blerta en Muhamed, de Kosovaarse Romeo en Julia in het) Rode Kruis-opvangcentrum, Wingene |
|      |                   |                                                                                            |
| 2/1  | 4 oktober 2016    | Zeepreventorium De Haan                                                                    |
| 2/2  | 11 oktober 2016   | Linkeroever, Antwerpen                                                                     |
| 2/3  | 18 oktober 2016   | Penitentiair Landbouwcentrum Ruiselede                                                     |
| 2/4  | 25 oktober 2016   | Benidorm                                                                                   |
| 2/5  | 1 november 2016   | Palliatieve Zorg Coda, Wuustwezel                                                          |
| 2/6  | 15 november 2016  | Wijk Meulenberg, Houthalen-Helchteren                                                      |
| 2/7  | 22 november 2016  | De Markgrave vzw, samenwerkende voorzieningen voor blinden en slechtzienden                |
| 2/8  | 29 november 2016  | Abdij van Averbode (Orde der Norbertijnen)                                                 |
|      |                   |                                                                                            |
| 3/1  | 13 september 2017 | Alcohol- en drugs-afkickcentrum De Kiem, Gavere                                            |
| 3/2  | 20 september 2017 | Lourdes                                                                                    |
| 3/3  | 27 september 2017 | gesloten jeugdinstelling De Markt, Mol                                                     |
| 3/4  | 4 oktober 2017    | Huis Perrekes, Geel, personen met dementie                                                 |
| 3/5  | 11 oktober 2017   | Rouwkamp van Missing You, jongeren en jongvolwassenen die iemand verloren hebben           |
| 3/6  | 18 oktober 2017   | Schiermonnikoog, de ziel van de ‘eilander’.                                                |
| 3/7  | 25 oktober 2017   | De Lovie, Poperinge, sociale organisatie voor personen met een mentale beperking           |
| 3/8  | 1 november 2017   | Tour de Flandre, terugblik en update uit drie reeksen 'Radio Gaga'                         |
|      |                   |                                                                                            |
| 4/1  | 3 maart 2021      | UZ Gent                                                                                    |
| 4/2  | 10 maart 2021     | UZ Gent                                                                                    |
| 4/3  | 17 maart 2021     | WZC Damiaan, Tremelo                                                                       |

## Japanse aanpassing
In Japan, de omroep Nippon Hoso Kyokai kocht het programmaformat van Radio Gaga, om het programma 病院ラジオ (Byōin Rajio, Ziekenhuis Radio) te maken, waarin  komiekenduo Sandwichman bezoekt ziekenhuizen.

## Boeken
- Joris HESSELS, Dominique VAN MALDER, Radio Gaga, Manteau, 2016. ISBN 978-90-223-3337-2